# ドノバン・ラドック
ドノバン・ラドック（Donovan "Razor" Ruddock、1963年12月21日 - ）は、カナダ人のプロボクサー。ジャマイカ生まれ。身長191cm、リーチ208cm。アマチュア時代にはレノックス・ルイスを下した経験もある（プロでは雪辱された）。1991年に、王座陥落から間もないマイク・タイソンと2度の死闘を繰りひろげたことで名を馳せた。フックとアッパーの中間パンチ、3クオーター気味から放つ左アッパー「スマッシュ」を武器に、ハードパンチャーとして人気があったが、世界王座には届かなかった。

## 略歴
- 1982年3月20日、ウェス・ロウに4回TKO勝ちでプロデビュー（クルーザー級）。
- 1985年4月30日、デビッド・ジャコに8回TKO負け。
- 1986年8月23日、元WBA世界ヘビー級王者のマイク・ウィーバーに10回判定勝ち。
- 1988年5月28日、ケン・ラクスタに1回KO勝ち。カナダヘビー級タイトルを獲得。
- 1989年7月22日、元WBA世界ヘビー級王者のジェームス・スミスに7回KO勝ち。
- 1990年4月4日、元WBA世界ヘビー級王者のマイケル・ドークスに4回KO勝ち。
- 1991年3月18日、元WBA・WBC・IBF統一世界ヘビー級王者のマイク・タイソンに7回TKO負け。
- 1991年6月28日、初戦のレフェリーストップが早すぎる、とのことで、マイク・タイソンと再戦。12回判定負け。
- 1992年2月15日、元WBA世界ヘビー級王者のグレグ・ペイジに8回終了TKO勝ち。
- 1992年10月31日、WBC世界ヘビー級タイトルの指名挑戦権をかけてレノックス・ルイスと対戦。3度ダウンを奪われ2回TKO負け[1]。
- 1995年6月10日、元WBO世界ヘビー級王者のトミー・モリソンに6回TKO負け。
- 2001年10月12日、カナダヘビー級タイトルマッチでエートン・マーカスに10回KO勝ち。カナダヘビー級タイトルを獲得。
- 2015年3月28日、51歳で14年ぶりの試合。5回TKO勝ち[3]。
- 2015年9月11日、8勝2敗の戦績を持つディロン・カーマンに3回KO負けを喫する。
- 2023年11月11日、キングストンのナショナル・インドア・アリーナにて元IBF世界ミドル級・スーパーミドル級・クルーザー級3階級制覇王者のジェームズ・トニーとエキシビションマッチ6回戦を行い、6回引き分けとなった。

## 引退後
- 1995年、マイアミで経営していたナイトクラブの閉鎖などいくつもの投資で失敗、破産を申請した[4]。
- 2006年、手動式圧縮装置付きの家庭用ゴミ箱「The Boxer Compacter」を開発・販売するが共同経営者と裁判沙汰となり、販売を停止、裁判費用捻出のためにトロントとジャマイカの自宅を売却した[4]。

## 獲得タイトル
- WBAインターコンチネンタルヘビー級王座
- カナダヘビー級王座
- IBCヘビー級王座